# World Series of Poker 1989
Le World Series of Poker 1989 furono la ventesima edizione della manifestazione. Si tennero dal 1º al 19 maggio presso il casinò Binion's Horseshoe di Las Vegas.
Il vincitore del Main Event fu Phil Hellmuth.

## Eventi preliminari
| Evento                                    | Vincitore         | Premio   | Ultimo giocatore eliminato |
| ----------------------------------------- | ----------------- | -------- | -------------------------- |
| $1.000 Limit Hold'em                      | George Allen Shaw | $179.600 | Lee Southard               |
| $1.500 Seven Card Razz                    | John Laudon       | $95.400  | Said Barjetsch             |
| $1.500 seven card stud Split              | Mike Sexton       | $104.400 | Sid Herald                 |
| $500 Seven Card Stud riservato alle donne | Alma McClelland   | $18.600  | Adrienne Zoia              |
| $1.500 Ace to Five Draw                   | Harry Madoff      | $119.400 | Billy Baxter               |
| $1.500 Pot Limit Omaha                    | Barry Blackburn   | $108.000 | T. J. Cloutier             |
| $1.500 Seven Card Stud                    | Mel Judah         | $130.800 | Jerry Buhr                 |
| $5.000 Deuce to Seven Draw                | Bob Stupak        | $139.500 | Billy Baxter               |
| $5.000 Seven Card Stud                    | Don Holt          | $154.000 | David Sklansky             |
| $1.500 Limit Omaha                        | Lyle Berman       | $108.600 | MacDonal Kempe             |
| $2.500 Pot Limit Omaha                    | Frank Henderson   | $184.000 | Kevin Redican              |
| $2,000 No Limit Hold'em                   | Norman Keyser     | $244,000 | Tommy Grimes               |
| $2,000 Limit Hold'em                      | Thomas Chung      | $212,000 | Carl McKelvey              |

## Main Event
I partecipanti al Main Event furono 178. Ciascuno di essi pagò un buy-in di 10.000 dollari.
Johnny Chan, campione ormai da due anni, inseguiva il sogno del terzo titolo consecutivo: ma dovette accontentarsi del secondo posto, battuto dal giovane Phil Hellmuth.

### Tavolo finale
| Piazzamento | Nome            | Premio   |
| ----------- | --------------- | -------- |
| 1°          | Phil Hellmuth   | $755.000 |
| 2°          | Johnny Chan     | $302.000 |
| 3°          | Don Zewin       | $151.000 |
| 4°          | Steve Lott      | $83.050  |
| 5°          | Lyle Berman     | $67.950  |
| 6°          | Noel Furlong    | $52.850  |
| 7°          | Fernando Fisdel | $45.300  |
| 8°          | Mike Picow      | $30.200  |
| 9°          | George Hardie   | $22.650  |